# Kahyapu
Kahyapu is een bestuurslaag in het regentschap Bengkulu Utara van de provincie Bengkulu, Indonesië. Kahyapu telt 357 inwoners (volkstelling 2010).